# Fissidens delicatulus
Fissidens delicatulus là một loài Rêu trong họ Fissidentaceae. Loài này được Ångström mô tả khoa học đầu tiên năm 1872.